# 松井證券
松井證券（日语：松井証券）（東證1部：8628）是日本一間證券公司，總部位於東京都千代田區麴町。

## 历史
松井證券創業於1918年，在1931年3月20日法人化，當時該公司的前身「株式會社松井商店」正式成立。1947年12月正式更名為「松井證券株式會社」。目前主要的業務是擁有及經營日本的網上證券交易及承銷等金融證券機構。
松井證券原本是一中規模證券公司。1995年松井道夫就任第四代社長後，松井證券轉型為網路券商，企業規模大幅擴大。2001年8月，松井證券成為日本第一個在東證1部上市的網路券商。2020年3月底時，松井證券的賬戶數約有123萬。
2023年，松井證券開始提供銀行服務。

## 関連人物・著名出身者
- 松井房吉（創業者）
- 松井武（二代目）
- 松井正俊（三代目）
- 三遊亭圓龍（落語家）

## 外部連結
- 松井證券 （页面存档备份，存于） （日語）
- 松井證券的X（前Twitter）